# Antiquarium di Pompei
L'Antiquarium di Pompei è un museo archeologico, sito a Pompei, che raccoglie alcuni dei reperti provenienti dagli scavi archeologici dell'omonima città antica, seppellita nel 79 dall'eruzione del Vesuvio insieme ad Ercolano, Stabiae ed Oplontis.

## Storia e descrizione

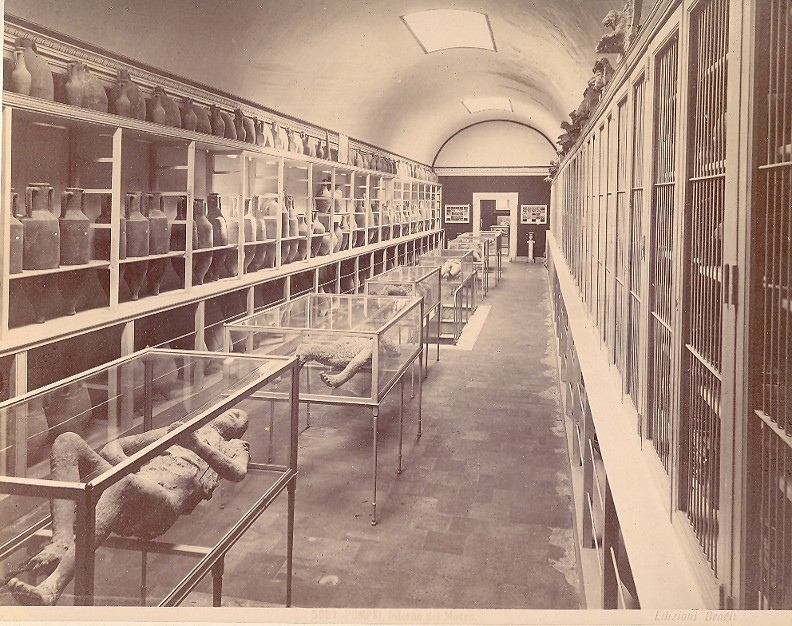
Il vecchio antiquarium

L'Antiquarium fu fondato nel 1861, ma venne distrutto dai bombardamenti durante la seconda guerra mondiale. Fu ricostruito nel 1948 secondo moderni criteri museografici, in modo da offrire un quadro il più possibile completo della storia della città, anche se fu privato dei calchi. Dopo un lungo periodo di chiusura di trentasei anni, è stato riaperto nel 2016.
Nella sala d'ingresso sono posti alle pareti alcuni affreschi provenienti dal Portico dei Triclini, in IV stile, ritrovati intorno al 1950, mentre in una teca al centro della stanza sono poste le statue di quattro delfini, provenienti dalla casa di Cerere, il busto di Dioniso e dei graffiti ritrovati nella casa di Fabius Rufus. Sulle pareti della prima sala si trovano delle terrecotte architettoniche sia del Tempio Dorico che del Tempio di Apollo, adornate con teste di leone e rosoni e risalenti al VI-V secolo a.C.; nelle due vetrine centrali sono posizionati dei frammenti di ceramica attica e corinzia, ritrovati nel Tempio di Apollo, alcuni frammenti di un cratere a volute, opera di una ceramista greco, Eucharides, vissuto durante il V secolo a.C. ed una tomba ritrovata lungo la Valle del Sarno, risalente al IX-VIII secolo a.C. con tutto il suo corredo funerario.
Nella seconda sala si può osservare una metopa in tufo che rappresenta il Supplizio di Issione, proveniente dal Foro Triangolare, un fregio dorico con la scritta:

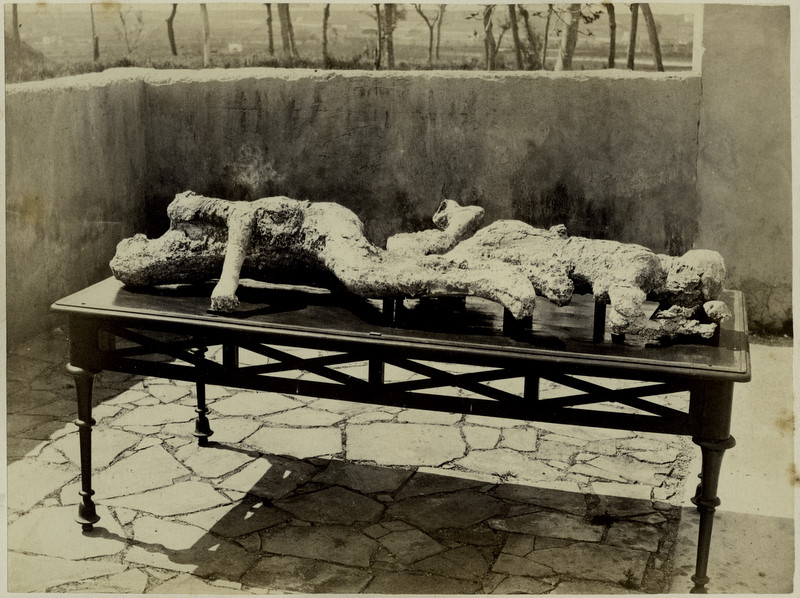
Calchi nel vecchio antiquarium

Ed inoltre capitelli con busti dionisiaci, del III-II secolo a.C., un frontone in tufo proveniente da un piccolo tempio, decorato con la figura di Dioniso, sdraiato, con il capo coperto da un velo e recante nelle mani dei grappoli d'uva ed ai suoi lati Proserpina con chitone e mantello, un'oca, un satiro ed una pantera. Un'altra sala è interamente dedicata a Livia: si può osservare una sua statua proveniente dalla villa dei Misteri, con abiti da sacerdotessa, il ritratto di Marcello, proveniente dal Tempio di Venere, una statua di uomo in toga, i ritratti di Vesonius Primus e di Cornelius Primus e un monopodio che raffigura Dioniso con Sileno.
La terza sala, conosciuta anche con il nome di Pompeiana Suppelex, contiene numerose suppellettili provenienti dalle case di Pompei come vasellame in bronzo, statue di divinità in marmo, sigilli in bronzo, aghi ed alcune borchie, mentre sulle pareti sono affissi scudi di marmo, utilizzati dai romani contro il malocchio. Nel corridoio tra la terza e la quarta sala è esposta un'insegna della Caupona di Euxinus.
Nella quarta sala si trovano i modelli architettonici del portico dei Triclini, materiali provenienti dalle botteghe pompeiane, resti di cibi, una stufa in terracotta, strumenti chirurgici ed attrezzi per la pesca provenienti dal porto di Pompei. Nel corridoio verso l'uscita sono esposti oggetti in bronzo provenienti dalla casa di Fabius Rufus ed una statua di Bacco con gli occhi realizzati con pasta di vetro.